# Petar Slabakow
Petar Petrow Slabakow (auch Petar Petrov Slabakov geschrieben, bulgarisch Петър Петров Слабаков; *  23. April 1923 in Ljaskowez, Bulgarien; † 17. Mai 2009 in Beriewo) war ein bulgarischer Schauspieler und Politiker.
Slabakow war einer der Gründer der ökologischen Bewegung Ekoglasnost, die die ersten Demonstrationen gegen die Kommunisten 1989 in Bulgarien organisierte.
Slabakow spielte auch international, darunter auch für deutsche Produktionen, wie im Goya.

## Filmographie (Auswahl)
- 1960: Im Morgengrauen (Prisori)
- 1962: Tabak
- 1962: Die gefangene Schar (Pleneno jato)
- 1966: Der Zar und der General (Zar i General)
- 1967: Schibil oder die Liebe des Heiducken (Schibil)
- 1969: Die Zitadelle hat geantwortet (Zitadelata otgowori)
- 1970: Ein seltsamer Zweikampf (Stranen dwuboi)
- 1971: Goya
- 1972: Eolomea
- 1973: Der beste Mensch, den ich kenne (Nnai-dobrijat tschowek, kogoto posnawam)
- 1974: Der Drache (Lamjata)
- 1974: Feuerschein über der Drawa (Sarewo nad drawa)
- 1975: Aufruhr (Buna)
- 1975: Süß und bitter (Sladko i gortschiwo)
- 1976: Elfenreigen (Samodiwsko choro)
- 1977: Das Schwimmbassin (Bassejnat)
- 1977: Sterne in den Haaren, Tränen in den Augen (Swesdi w kossite, salsi w otschite)
- 1978: Das Dach (Pokriw)
- 1978: Ein April hat 30 Tage
- 1979: Kirschgarten (Tschereschowa gradina)
- 1980: Levins Mühle
- 1980: Die Illusion (Iljusija)
- 1983: Das Geheimnis der Apollonia (Vrak)
- 1991: Das Licht der Liebe
- 2001: High Adventure
- 2006: Investigation